# Thüringen
Bang tự do Thüringen (tiếng Đức: Freistaat Thüringen, phát âm [ˈfʁaɪʃtaːt ˈtyːʁɪŋən]) là một bang ở trung Đức.
Nó có diện tích 16.171 kilômét vuông (6.244 dặm vuông Anh) và dân số 2,29 triệu người, khiến nó trở thành bang nhỏ thứ sáu về diện tích và nhỏ thứ năm về dân số  trong 16 bang của Đức. Đa phần lãnh thổ Thüringen nằm trong lưu vực Saale, một chi lưu nằm ở tả ngạn của Elbe. Thủ phủ vùng là Erfurt.
Thüringen có biệt danh "trái tim xanh của Đức" (das grüne Herz Deutschlands) từ cuối thế kỷ 19, do những khu rừng xanh tươi phủ lên đất đai bang này.
Nơi đây có Rennsteig, tuyến đi bộ nổi tiếng nhất nước, và khu nghỉ dưỡng mùa đông Oberhof, khiến nó trở thành điểm đến nổi tiếng với người thích thể thao mùa đông. Một nửa trong số 136 huy chương vàng Olympic mùa Đông của Đức (cho tới thế vận hội Sochi năm 2014) do vận động viện của Thüringen giành lấy.
Johann Sebastian Bach giành tuổi thơ ấu của mình (1685–1717) và một phần của sự nghiệp tại Thüringen. Goethe và Schiller sống tại Weimar và đều làm việc tại đại học Jena, nơi ngày nay là trung tâm khoa học quan trọng nhất Thüringen. Những đại học khác tại bang là đại học Công nghệ Ilmenau, đại học Erfurt và đại học Weimar Bauhaus.

## Hành chính

### Các thành phố lớn nhất
| Thành phố         | Huyện                  | Dân số               | Dân số               | Dân số               |
| Thành phố         | Huyện                  | 31 tháng 12 năm 2000 | 31 tháng 12 năm 2006 | Thay đổi tính theo % |
| ----------------- | ---------------------- | -------------------- | -------------------- | -------------------- |
| Erfurt            | Trực thuộc tiểu bang   | 200.564              | 202.658              | +1,04                |
| Gera              | Trực thuộc tiểu bang   | 112.835              | 102.733              | -8,95                |
| Jena              | Trực thuộc tiểu bang   | 99.893               | 102.494              | +2,60                |
| Weimar            | Trực thuộc tiểu bang   | 62.425               | 64.481               | +3,29                |
| Gotha             | Gotha                  | 48.376               | 46.780               | -3,30                |
| Eisenach          | Trực thuộc tiểu bang   | 44.442               | 43.626               | -1,84                |
| Nordhausen        | Nordhausen             | 45.633               | 43.429               | -4,83                |
| Suhl              | Trực thuộc tiểu bang   | 48.025               | 42.315               | -11,89               |
| Altenburg         | Altenburger Land       | 41.290               | 37.530               | -9,11                |
| Mühlhausen        | Huyện Unstrut-Hainich  | 38.695               | 37.098               | -4,13                |
| Saalfeld/Saale    | Saalfeld-Rudolstadt    | 29.511               | 27.861               | -5,59                |
| Ilmenau           | Huyện Ilm              | 27.176               | 26.622               | -2,04                |
| Arnstadt          | Huyện Ilm              | 27.220               | 25.674               | -5,68                |
| Rudolstadt        | Saalfeld-Rudolstadt    | 27.528               | 25.268               | -8,21                |
| Apolda            | Weimarer Land          | 25.899               | 24.285               | -6,23                |
| Sonneberg         | Sonneberg              | 24.837               | 23.681               | -4,65                |
| Greiz             | Greiz                  | 26.177               | 23.583               | -9,91                |
| Sondershausen     | Huyện Kyffhäuser       | 23.088               | 21.506               | -6,85                |
| Meiningen         | Schmalkalden-Meiningen | 22.240               | 21.349               | -4,01                |
| Sömmerda          | Sömmerda               | 21.977               | 20.710               | -5,77                |
| Leinefelde-Worbis | Eichsfeld              | 22.201               | 20.570               | -7,35                |